# Elvifrance
Elvifrance est un éditeur français de bande dessinée pour adultes en petit format, actif de 1970 à 1992. Les titres publiés sont d'origine italienne.

## Historique

### Naissance d'Elvifrance
À la suite d'un impayé des éditions Canal à Erregi de certains droits d'auteurs, Renzo Barbieri (R) et Giorgio Cavedon (G) décident de publier eux-mêmes leur production. Ils contactent Georges Bielec et créent Elvifrance SARL le 28 avril 1970. Les premières séries à paraître sont Isabella de Sandro Angiolini et Cavedon et Jungla de Stelio Fenzo, Mario Cubbino et Trivellato. Devant le succès, les séries s'enchaînent à un rythme effréné : Jacula, Goldboy, Lucifera, Lucrèce, Sam Bot, Contes malicieux,  Maghella, Zara la vampire, Shatane, Wallestein, etc.

### Une réputation sulfureuse
Les bandes dessinées publiées par Elvifrance abordent tous les genres : horreur, humour, aventure, avec comme point commun un aspect fortement égrillard et, au fil des années, une tendance de plus en plus marquée vers l'érotisme et le gore. Les BD d'Elvifrance se signalent également par une grande crudité des dialogues, souvent source d'humour avec jeux de mots.
Rapidement, Elvifrance va devenir la cible favorite de la commission de censure dont elle subira les foudres à répétition avec 532 titres interdits aux mineurs et 176 titres interdits d'exposition. Elle détient également le record d'avoir fonctionné sous le régime de dépôt préalable durant dix-neuf ans en donnant à examiner par la Commission de surveillance et de contrôle des publications destinées à l'enfance et à l'adolescence, quelque 3600 pockets avant leur commercialisation.
Malgré cela, le succès continue et les titres se multiplient. Une filiale appelée Novel Press est même créée et Elvifrance devient plus importante que la maison mère italienne.
Au fil des années, ces BD italiennes pour adultes évoluent de plus en plus vers la pornographie.

### La fin
Dans les années 1980, la BD petit format s'essouffle et Elvifrance n'échappe pas au phénomène. Les BD de poche en noir et blanc ayant du mal à rivaliser avec les films X de Canal+ ainsi qu'à la déferlante des vidéo-cassettes du même type. Malgré des tentatives pour trouver des nouveaux marchés, Bielec est obligé de fermer boutique le 15 avril 1992.
En juillet 1993, Georges Bielec succombe à ses problèmes de circulation sanguine à la suite d'un pontage coronarien.

## Publications

### Séries publiées
- Baghera (38 numéros, 1977-1980)
- BD Ciné. Vidéo (3 numéros, 1982)
- BD d’enfer (4 numéros, 1988-1989)
- Cauchemars (17 numéros, 1989-1991)
- Collection BD inédites (5 numéros, 1982)
- Contes féérotiques (43 numéros, 1975-1978)
- Contes malicieux (71 numéros, 1974-1980)
- Contes satyriques (41 numéros, 1975-1978)
- Les Cornards (120 numéros, 1982-1992)
- Cosmine (2 numéros, 1975)
- Demonia (1 numéro, 1992)
- Détectives (18 numéros, 1980-1982)
- Les Drôlesses (65 numéros, 1985-1992)
- EF Pop Comix (40 numéros, 1976-1979)
- Electrochoc (60 numéros, 1983-1987)
- Épouvante (11 numéros, 1989-1991)
- Fétichisme (1 numéro, 1977)
- Flicky (1 numéro, 1982)
- Les Gants de l’horreur (1 numéros, 1978)
- Goldboy (100 numéros, 1971-1980)
- Goldboy hors série (2 numéros, 1973)
- Les Grands classiques de l’épouvante (130 numéros, 1979-1992)
- Histoires noires (144 numéros en 146 volumes, 1978-1992)
- Hitler (6 numéros, 1978-1979)
- Hors série bleue ou Demi bleue (34 numéros, 1978-1982)
- Hors série Couleur (2  numéros, 1973)
- Hors série jaune ou Demi jaune (43 numéros, 1978-1982)
- Hors série noir ou Demi noir (39 numéros, 1978-1982)
- Hors série rouge ou Demi rouge (44 numéros, 1978-1982)
- Hors série vert ou Demi vert (39 numéros, 1978-1982)
- Incube (97 numéros, 1982-1992)
- Isabella (103 numéros, 1970- 1978)
- Jacula (116 numéros 1970-1980)
- Joyeuses story (15 numéros, 1986-1987)
- Jungla (34 numéros, 1970-1973)
- Jungla hors série (2 numéros, 1973)
- Karzan (27 numéros, 1976-1978)
- Kennedy (6 numéros, 1978-1979)
- Lucifera (99 numéros, 1972-1980)
- Lucrèce (61 numéros, 1972-1978)
- Macabre (1 numéro, 1992)
- Mafia (9 numéros, 1982)
- Mafioso (96 numéros, 1982-1992)
- Maghella (82 numéros, 1974-1980)
- Maghella 2e série (17 numéros, 1988-1990)
- Mat-Cho (15 numéros, 1986-1987)
- Les Mercenaires (12 numéros, 1979-1980)
- Mortimer (12 numéros, 1973-1974)
- Nouveau Flicky (7 numéros, 1982-1983)
- Nouveau Prolo (10 numéros, 1982-1983)
- Outre-Tombe (18 numéros, 1971-1973)
- Outre-Tombe hors série (5 numéros, 1972-1973)
- Outre-Tombe 2e série (18 numéros, 1978-1980)
- Part’ House (4 numéros, 1991-1992)
- Prolo (46 numéros, 1978-1982)
- Proxos (4 numéros, 1991-1992)
- Les Queutards (19 numéros, 1989-1992)
- Redoutable (11 numéros, 1989-1991)
- Saga (29 numéros, 1976-1978)
- Saga hors série (2 numéros, 1978)
- Salut les bidasses (180 numéros, 1975-1991)
- Sam Bot (72 numéros, 1973-1979)
- Satires (94 numéros en 96 volumes, 1978-1987)
- Série blanche (34 numéros, 1988-1992)
- Série bleue (92 numéros en 94 volumes, 1974-1983)
- Série grise (32 numéros, 1988-1992)
- Série jaune (151 numéros en 155 volumes, 1974-1987)
- Série orange (28 numéros, 1988-1992)
- Série rose (31 numéros, 1988-1992)
- Série rouge (150 numéros en 152 volumes, 1974-1987)
- Série Spécial SF (12 numéros, 1979 ?-1980)
- Série verte (197 numéros en 199 volumes, 1974-1992)
- Série violette (30 numéros, 1988-1991)
- Sexus (1 numéro, 1992)
- Shatane (27 numéros, 1976-1978)
- Les Spéciaux EF (27 numéros, 1980-1982)
- Super EF (17 numéros, 1989-1991)
- Super Max (6 numéros, 1973-1974)
- Super-Diabolique (86 numéros, 1983-1992)
- Super-Terrifiant (83 numéros, 1983-1992)
- Super Trip (4 numéros, 1991-1992)
- Télé-Pirate (20 numéros, 1983-1985)
- Ténèbres (11 numéros, 1989-1991)
- Terrifiant (13 numéros, 1989-1991)
- Terrificolor (62 numéros, 1974-1980)
- Terrifioso (17 numéros, 1989-1991)
- Terror (22 numéros, 1971-1973)
- Terror hors série (5 numéros, 1972-1973)
- Thrilling ! (15 numéros, 1973-1974)
- Thrilling ! hors série (1 numéro, 1973)
- Vampirissimo (27 numéros, 1980-1982)
- Veaux de ville (42 numéros, 1986-1992)
- Vénus de Rome (21 numéros, 1971-1973)
- Wallestein (44 numéros, 1977-1980)
- Zara la vampire (142 numéros, 1975-1987)
- Zordon (17 numéros, 1982-1984)

### Ouvrage publié
Jacques Sadoul, Les Filles de papier, 1971, 128 p.